# 대구경동초등학교
대구경동초등학교는 대한민국 대구광역시 수성구 범어동에 있는 공립초등학교이다.

## 연혁
- 1983-01-26 대구 경동초등학교 설립
- 1983-04-30 개교 (16학급 921명) 편성
- 2017-02-15 제33회 졸업식 : 345명(12학급)졸업
- 2017-03-01 53학급 편성(1,397명)
- 2017-09-01 제13대 권혜숙 교장선생님 부임